# Ghiyath al-Din Khwandamir
Ghiyath al-Din Khwandamir (vers 1475 - 1535/1536) fou un historiador persa, probablement nascut a Herat, fou enterrat a Delhi, a petició pròpia. La seva obra principal fou el Habib al-siyar, una història general fins al 1524.